# Suntarskij ulus
Il Suntarskij ulus è un ulus (distretto) della Repubblica Autonoma della Jacuzia-Sacha, nella Russia siberiana orientale; il capoluogo è la cittadina di Suntar.
Ha una superficie di 57.800 km2 circa.